# Banderija Buljan
Banderija Buljan je bila banderija na jugu Hrvatske za vrijeme mletačke vlasti.

## Povijest
U Dalmaciji koja je pod mletačkom upravom ustrojavaju se banderije poradi zaštite granice prema Osmanlijskom carstvu.
Iako je banderija bila prvenstveno vojna organizacija ipak je možemo smatrati i širom društvenom zajednicom na čelu s harambašom, alfirom i drugim službenicima. Članovi banderije nastupali su zajednički, pod svojim barjakom, kod dočeka svjetovnih i crkvenih predstavnika, pri crkvenim proslavama, osobito u procesijama. U banderiji su se zajednički rješavala manja upravna pitanja, suprotstavljanje hajdučiji, u borbi protiv bolesti ili zajedničkih javnih poslova, do suprotstavljanja nepravdama.
U Alberghettijevom zemljišniku (1725. – 1729.) zapisana je:
:
u svom sastavu imala je sljedeće obitelji i prezimena:
Territ-ori-o di[Što su ove crtice?] Sign – Adi 24 Maggio 1726 –  in Postigne, di Hmuch, Xelovo, Satrich a parte di Bitteilch a Vordovo.
Faccio fede Io sotto se-?o d hauer incontrato il Numero della famiglia dell' Karambassa   Martin Buglian, qual'e' com-posta d anime vinte'  diecimoue dico 19
Coll-onel-o Fran-ces-co Jura aff-er-mo con mio giu-ra-te
Adi – d-ett-o
In essecuz-i-one d asseg-na-ti comandi dell Ill-ustrisi-mo, et Ecc-elentisi-mo Sig-nor-e Nicolo Erizzo 2do Prou-editor-e G-e-ne-ra-le in Dalm-ati-a, et Alb-ani-a esserette' in riu:to decreto 16. Ag-os-te p:o passato le' sono fattele diuisioni della sud-ett-a villa, con le quali fu' assegnato alla famiglia dal soprad-ett-o Karamb-asa.
Arambasich Ellia, Adnario Antonio, Anissich Giacomo, Buglian Martin, Buglian Zuane, Blasibat Martin, Blasibat Bosse, Bogoseglevich Juan, Bobettich Mattio, Bobettich Vido, Biulanzich Ellia, Banovaz Pietro di Sibenico, Cudich Mattio Alf:r, Carambassich Elia, Crisamovich Toma, Crisamovich Cxegorio, Cravich Martin, Carapancich Juan, Cudrich Stipan, Chelavich Pietro, Duganich Lovre, Delas Pietro, Delas Nicola, Delas Elia, Domazet Juan, Domazet Cxereg, Domazet Pietro, Domazet Mattio, Domazet Simon, Domazet Andrea, Domazet Martin, Ergovich Simon, Ergovich Cxiosip, Ergovich Cxereg, Cxabrich Crisan, Cxlaurdich Petar, Cxlaurdich Marko, Cxonlucich Juan, Cxrubissich Maattio, Cxiuchich Crisan, Karcevich Marko, Krisanouich Toma, Krisanouich Ghergo, Maglissich Paolo, Maglissich Martin, Ostoja famiglia dalla Brazza, Peiricich Vido, Pipurich Bose, Pennouich Iuan detto Meduidouich, Tenente d Collonello Zuane Primossich di Spalato, Prolich Cxergo, Prolich Cxosip, Prolich Nikola, Reglaivich Anton, Reglaivich Juan, Ruinizza Ana, Soldich Pietre, Soldich Paolo, Soldich Giure, Solcich Juan, Soldich Giakomo, Schiuluconich Marko, Scocibucich Ellia, Sirich Loure, Vucovich Mattio i Antonio.